# Kampala International 2023
Die Kampala International 2023 fanden vom 28. September bis zum 1. Oktober 2023 in Kampala statt. Es war die erste Austragung dieser internationalen Meisterschaft von Uganda im Badminton.

## Sieger und Platzierte
| Disziplin    | Gold                                        | Silber                        | Bronze                                         |
| ------------ | ------------------------------------------- | ----------------------------- | ---------------------------------------------- |
| Herreneinzel | Brian Kasirye                               | Somi Romdhani                 | Caden Kakora                                   |
| Herreneinzel | Brian Kasirye                               | Somi Romdhani                 | Michael Daniel Royce Karamoy                   |
| Dameneinzel  | Romane Cloteaux-Foucault                    | Nurani Ratu Azzahra           | Meghana Reddy Mareddy                          |
| Dameneinzel  | Romane Cloteaux-Foucault                    | Nurani Ratu Azzahra           | Zainaba Reem Siraj                             |
| Herrendoppel | Brian Kasirye Muzafaru Lubega               | Matthew Abela Maxim Grinblat  | Kenneth Comfort Mwambu Abdul Swaburuh Ssempiri |
| Herrendoppel | Brian Kasirye Muzafaru Lubega               | Matthew Abela Maxim Grinblat  | Expedito Emuddu Augustus Owinyi                |
| Damendoppel  | Rutaparna Panda Swetaparna Panda            | Aleena Qathun Nayonika Rajesh | Veronika Brožkovcová Veronika Dobiášová        |
| Damendoppel  | Rutaparna Panda Swetaparna Panda            | Aleena Qathun Nayonika Rajesh | Husina Kobugabe Gladys Mbabazi                 |
| Mixed        | Kuswanto Kuswanto Sreeyuktha Sreejith Parol | Caden Kakora Johanita Scholtz | Muzafaru Lubega Husina Kobugabe                |
| Mixed        | Kuswanto Kuswanto Sreeyuktha Sreejith Parol | Caden Kakora Johanita Scholtz | Ismail Mungufeni Assumpta Owomugisha           |